# Pitcairnia schunkei
Pitcairnia schunkei là một loài thực vật có hoa trong họ Bromeliaceae. Loài này được L.B.Sm. & Read miêu tả khoa học đầu tiên năm 1975.